# Walt Disney Studios (Burbank)
Los Walt Disney Studios, en Burbank, California, Estados Unidos, sirven como la sede corporativa del conglomerado mediático de The Walt Disney Company desde 1940. Además de las oficinas para las muchas divisiones de la compañía (con la excepción del estudio cinematográfico 20th Century Studios, que permanece en su estudio homónimo), el estudio de 51 acres (20.6 ha) de Walt Disney Studios también contiene varios escenarios acústicos, un backlot y otras instalaciones de producción para la producción cinematográfica de Walt Disney Studios.
Disney es el único estudio de cine importante fuera de los Cinco Grandes que actualmente no ofrece recorridos regulares de su estudio al público en general. Desde mediados de la década de 2000, Adventures by Disney ha ofrecido recorridos por el estudio, pero solo como un componente integral de su paquete turístico del sur de California. La otra forma de recorrer el estudio es unirse al club de fanes oficial de Disney D23, que ofrece recorridos a los miembros cada pocos meses. El estudio solía abrir al público una vez al año en noviembre, el sábado antes del Día de Acción de Gracias por su venta anual de artesanías de la Magical Holiday Faire, pero dejó de albergar la Feria alrededor de 2003. Como ayuda para los visitantes, muchos edificios en el estudio de Disney están actualmente marcados. con signos de identificación que incluyen información histórica y curiosidades sobre cada sitio.
Los servicios de producción del estudio son administrados por la unidad Disney Studio Services de Walt Disney Studios, junto con Golden Oak Ranch, The Prospect Studios y KABC-7 Studio B. Disney tiene una ubicación secundaria en el Grand Central Creative Campus, donde se ubica Walt Disney Imagineering y algunas otras unidades. Disney Imagineering administra el estudio.

## Historia

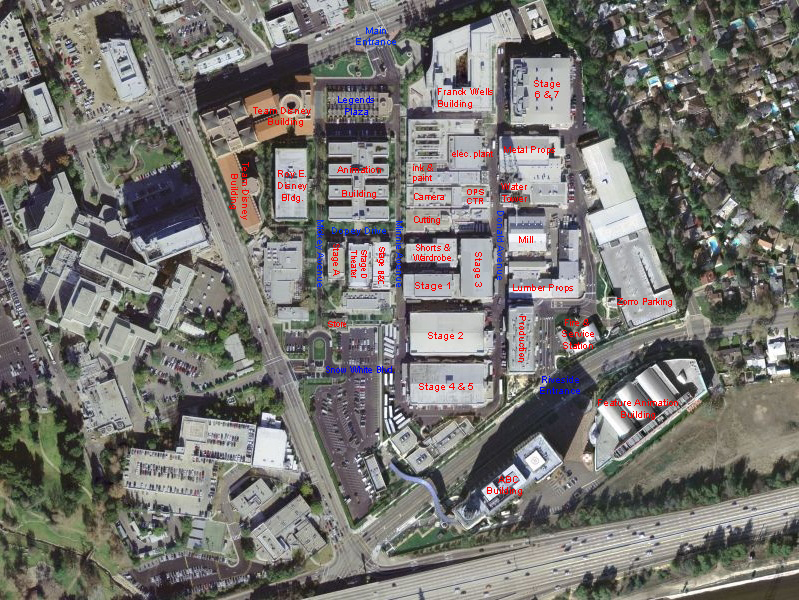
Los Walt Disney Studios en una foto aérea de 1999.

### Fondo
Antes de la apertura oficial del estudio de Burbank en 1940, los Walt Disney Studios estaban ubicados en varios lugares diferentes en Los Ángeles. Durante el verano de 1923, Walt Disney creó "The Disney Bros. Cartoon Studio" en el garaje de su tío Robert Disney, ubicado en 4406 Kingswell Avenue, en el barrio de Los Feliz de Los Ángeles (justo al este de Hollywood). Este garaje ha estado en exhibición en el Stanley Ranch Museum en Garden Grove desde la década de 1980, a varias cuadras de Disneyland. Su hermano Roy O. Disney también estaba en Los Ángeles en ese momento. Durante octubre de 1923, los hermanos alquilaron un espacio de oficina en la parte trasera de la oficina de una agencia inmobiliaria en 4651 Kingswell Avenue. El 16 de octubre de 1923, Walt Disney aceptó una oferta de Margaret Winkler de Universal Studios para que distribuyera las nuevas Comedias de Alicia protagonizadas por Virginia Davis. También fue en este sitio donde el 14 de enero de 1924, Walt Disney conoció a su futura esposa Lillian Bounds, una chica de "tinta y pintura" a quien él contrató personalmente. En febrero de 1924, el estudio se mudó al lado de una oficina propia en 4649 Kingswell Avenue. La residencia de Robert Disney y el pequeño edificio de oficinas que alberga 4649 y 4651 Kingswell Avenue han sobrevivido hasta el presente y todavía están en uso.
En 1925, Walt Disney hizo un depósito en un nuevo estudio considerablemente más grande en 2719 Hyperion Avenue, y el estudio se mudó allí en enero de 1926. Fue aquí donde, después de un viaje en tren con su esposa Lillian, Walt creó completamente el personaje de Mickey Mouse en 1928. Aquí, también, se creó la primera película animada en color, Silly Symphony Árboles y Flores, y la primera caricatura animada con la cámara multiplano, The Old Mill. En 1937, el estudio Hyperion produjo el primer largometraje animado del mundo, Blancanieves y los siete enanitos. El personal de Disney comenzó a crecer a un tamaño considerable en el estudio Hyperion, y las Disney Leyends como Los Nueve Anicianos comenzaron sus carreras allí. El sitio del Hyperion Studio se vendió en 1940 y se dividió entre dos fabricantes industriales diferentes, y en 1966 un propietario posterior demolió lo que quedaba del complejo de estudio y lo reemplazó con el supermercado y el centro comercial que se encuentran allí actualmente. Para honrar la antigua sede de la compañía desde 1926 hasta 1940, The Walt Disney Company ha reutilizado el nombre 'Hyperion' a lo largo de los años para múltiples divisiones y atracciones, incluidos Hyperion Books y el Teatro Hyperion en el Disney California Adventure Park.

### Planeación, construcción y evolución

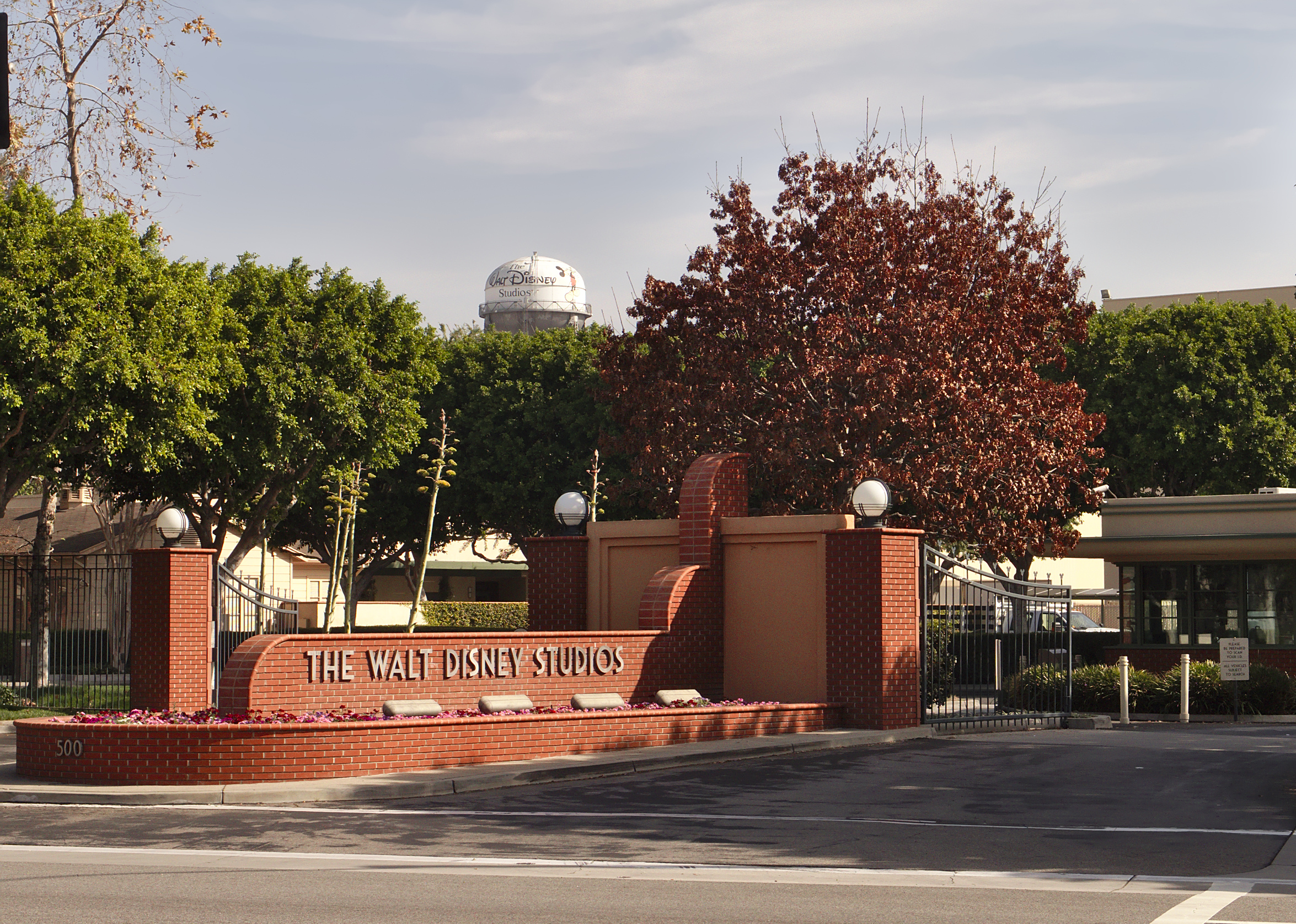
La puerta de entrada original a Walt Disney Studios en 500 South Buena Vista Street en Burbank, California.

Los actuales Walt Disney Studios, están ubicados en 500 South Buena Vista Street Burbank, California. Crear los estudios fue posible gracias a los ingresos del lanzamiento en 1937 de Blancanieves y los siete enanitos. Walt Disney y su personal comenzaron la mudanza del antiguo estudio en Hyperion Avenue en Silver Lake desde diciembre de 1939 hasta enero de 1940. Diseñados principalmente por Kem Weber bajo la supervisión de Walt Disney y su hermano Roy, los edificios de Burbank Disney Studio son los únicos estudios. que han sido propiedad de The Walt Disney Company para sobrevivir de la Edad de Oro del cine estadounidense. Un bungaló, el edificio Shorts y otros edificios pequeños que se ubicaron en la ubicación de la avenida Hyperion fueron trasladados a Burbank.
Disney planeó a propósito su nuevo estudio de Burbank en torno al proceso de animación. El gran Edificio de Animación se encontraba en el centro del campus, mientras que los edificios adyacentes esteriores se construyeron para los departamentos de tinta y pintura, los departamentos de cámara y edición, y las otras diversas funciones del estudio. Los túneles subterráneos unían algunos de los edificios (para permitir el movimiento de materiales de animación sin exponerlos a los elementos), y el estudio también incluía una sala de cine, un sound stage y un economato. La película de Disney de 1941 El Dragón Chiflado, que combinaba imágenes reales con secuencias animadas y protagonizada por Robert Benchley, sirvió como un recorrido por el entonces nuevo estudio. Más tarde fue visto y viajado con frecuencia en varios programas de televisión de Disney.
Después del bombardeo de Oahu por el Japón imperial el 7 de diciembre de 1941, al menos 500 miembros del personal del Ejército de los Estados Unidos ocuparon los Walt Disney Studios al día siguiente durante ocho meses durante la Segunda Guerra Mundial en el período del susto de la invasión de la costa oeste en los pocos meses de la entrada estadounidense en la guerra. Durante la guerra, Disney produjo regularmente películas de propaganda y entrenamiento para el Gobierno de los Estados Unidos, Incluidas sus fuerzas armadas para aumentar la moral entre los estadounidenses de que la lucha contra los Potencias del Eje se libró por una causa justa.
En los años posteriores a la guerra, el estudio comenzó a trabajar regularmente en funciones de acción en vivo, ya que necesitaban el dinero. Aunque sus primeras películas se rodaron en Inglaterra, aún surgió la necesidad de construir instalaciones de acción en vivo. Al carecer del capital para hacerlo ellos mismos, Jack Webb se ofreció a poner algo de dinero para construir escenarios de acción en vivo a cambio del derecho de usarlos (Webb los usó para filmar gran parte de la serie de televisión Dragnet). Durante este tiempo, también se construyeron backlots para tomas exteriores y permanecieron de pie en los estudios hasta después de un cambio importante en la administración en 1984.
En 1986, después de la reestructuración corporativa de Walt Disney Productions en The Walt Disney Company, los estudios fueron remodelados para acomodar más espacio de producción en vivo y oficinas administrativas. El estudio ahora alberga múltiples oficinas y edificios administrativos y siete sound stages. Está delimitada por South Buena Vista Street en el oeste, West Alameda Street en el norte, South Keystone Street en el este y West Riverside Drive en el sur. Se encuentra en un área de Burbank donde la cuadrícula de la calle está desviada en diagonal, pero la mayoría de los edificios y carreteras originales dentro del campus en sí se alinearon con los puntos cardinales.
El presidente de Disney, Michael Eisner, hizo construir el edificio Team Disney en 1990. En 1992, Disney obtuvo la aprobación de la ciudad para su plan maestro de expansión, que incluía el edificio Riverside. El edificio Riverside, ubicado junto al edificio Feature Animation Building en 2300 Riverside Drive, se abrió en el 2000 para ejecutivos y empleados de ABC.
En abril de 2013, Marvel Studios trasladó sus oficinas del MBS Media Campus al segundo piso del Edificio Frank G. Wells del estudio.

## Instalaciones

### Team Disney - Edificio Michael D. Eisner

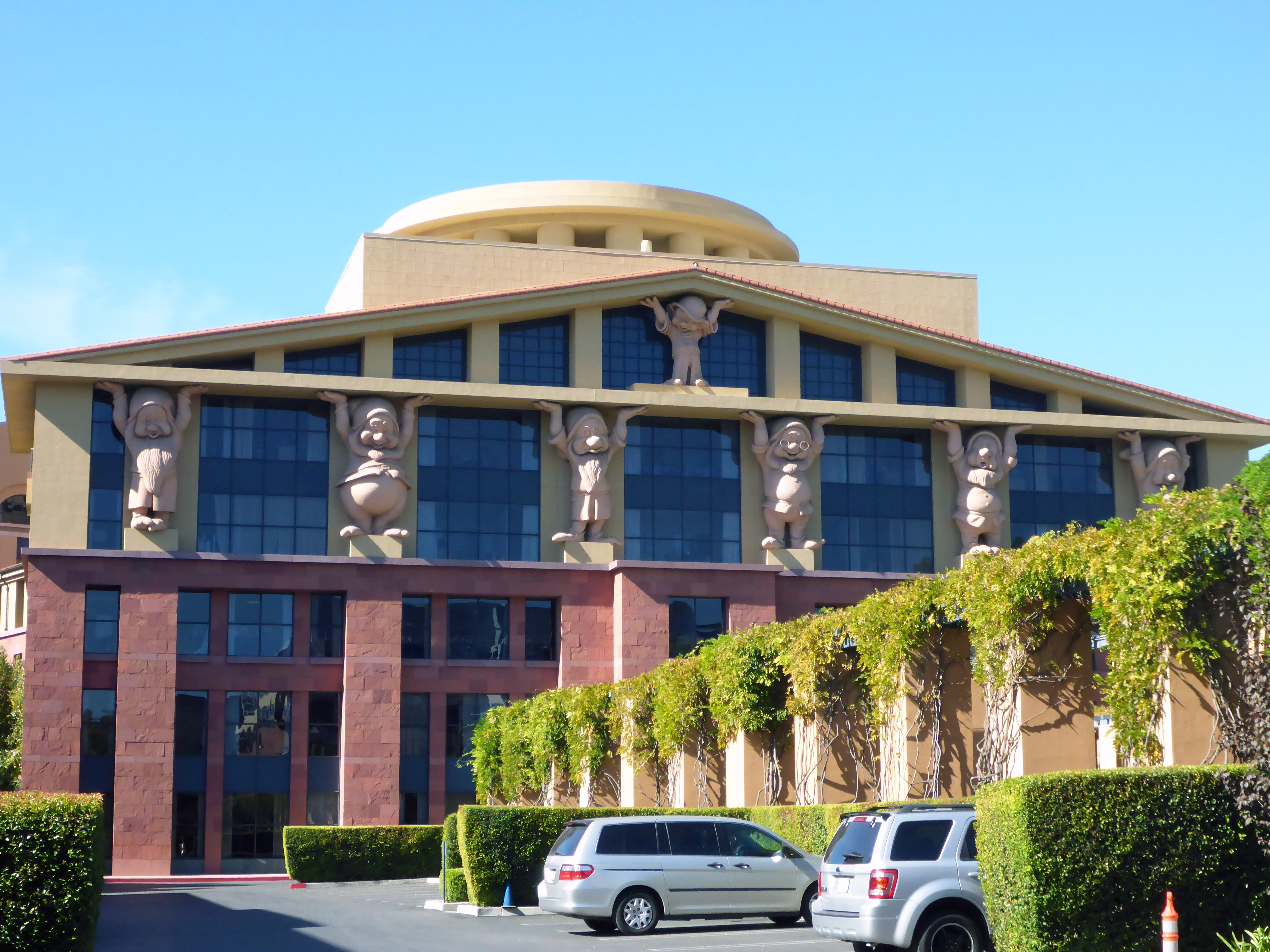
El edificio "Team Disney"

(Anteriormente conocido como el edificio Team Disney Burbank), Team Disney - El Edificio Michael D. Eisner es el edificio principal ubicado en los Walt Disney Studios. Completado en 1990 y diseñado por Michael Graves, el edificio de Team Disney en Burbank contiene la oficina del presidente y CEO Robert A. Iger, así como la sala de juntas de la junta directiva. También alberga oficinas para miembros del equipo directivo, como Alan Horn, copresidente de Walt Disney Studios y Andy Bird, presidente de Walt Disney International. Antes de la apertura del edificio Team Disney en Burbank en 1990, los ejecutivos de Disney estaban ubicados en el antiguo edificio de Animación y el Edificio Roy O. Disney; los animadores se vieron obligados a trasladarse en 1985 a una serie de almacenes, remolques y hangares en las cercanías de Glendale.
La estructura de Team Disney a veces se llama el "Edificio de los Siete Enanitos". Debido a que tiene grandes cariátides esculpidas de los Siete Enanitos que sostienen el techo de la fachada oriental, un homenaje a la película animada Blancanieves y los siete enanitos, que le proporcionó a Walt Disney los ingresos para comprar el estudio de Burbank. Cada estatua mide 5,7 metros de alto, con la excepción de Tontín de tamaño 2/3 en la parte superior. El edificio está ubicado frente al edificio Frank G. Wells, llamado así por el excolega de Eisner, y presidente de The Walt Disney Company de 1984 a 1994. En 1996, el edificio apareció en la película de Hollywood Pictures Spy Hard. El 23 de enero de 2006, en honor a los 21 años de liderazgo de Michael Eisner de la compañía, el edificio Team Disney fue dedicado nuevamente como Team Disney: el edificio Michael D. Eisner.

### Disney Legends Plaza
La Disney Legends Plaza, ubicada entre Team Disney - Edificio Michael D. Eisner y el edificio Frank G. Wells, es el eje central de los Disney Legends Awards y rinde homenaje a sus destinatarios. Dedicada el 18 de octubre de 1998, la plaza presenta la estatua Partners de Walt Disney y Mickey Mouse, diseñada por el Imagineer Blaine Gibson, junto con una réplica de la estatua de Roy O. Disney y Minnie Mouse que también se puede encontrar en el parque Magic Kingdom.
En los pilares de la plaza se encuentran placas de bronce con receptores del premio Disney Legends. Las placas muestran el nombre del destinatario, la razón para obtener el premio y las huellas y firmas de la persona si estaban vivas en el momento en que recibieron el premio. Más famoso, el legendario animador e imaginario, la placa de Ward Kimball presenta un dedo extra, un recordatorio del sentido del humor de Kimball. Sin embargo, si el premio se entregó a título póstumo, se grabará una imagen de la estatua de Disney Legends en lugar de las huellas y firmas tradicionales.
La plaza antiguamente presentaba una pequeña fuente para honrar a las Leyendas, pero desde entonces se retiró debido a la fuga de agua.

### Edificio Frank G. Wells

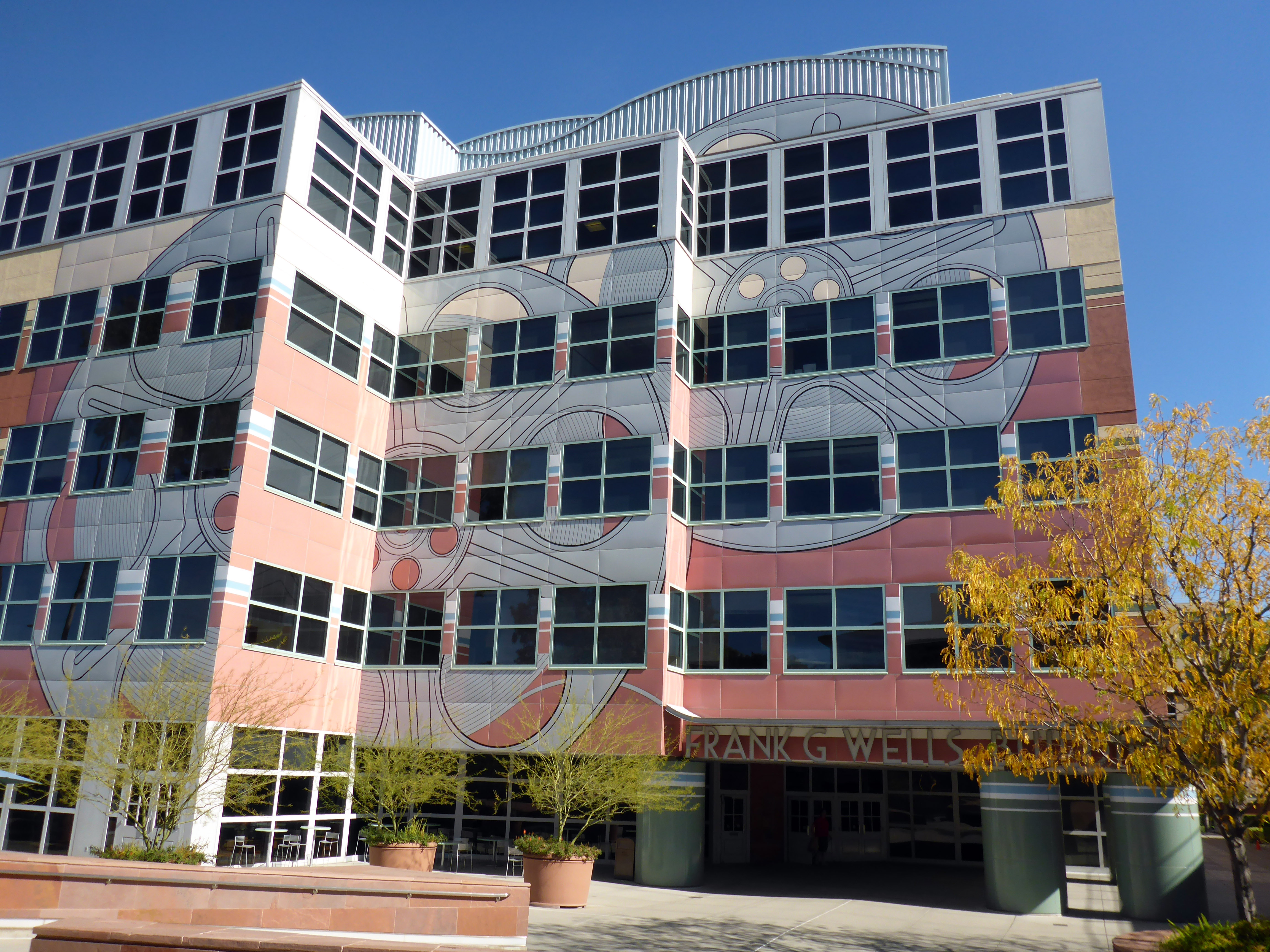
El edificio "Frank G. Wells"

Este edificio está dedicado al expresidente de The Walt Disney Company de 1984 a 1994, Frank G. Wells. El edificio se inauguró en 1998 y fue dedicado por la viuda de Wells, Luanne Wells, y el CEO de la compañía, Michael Eisner.
El edificio de cinco pisos tiene un área útil de 22,344.9 m² con tres niveles de estacionamiento subterráneo, con capacidad para 600 espacios de estacionamiento. La construcción se completó en dos fases: la fase I en agosto de 1997 yc la fase II en julio de 1998. El edificio Frank G. Wells fue diseñado específicamente para Walt Disney Television Animation, y la división anteriormente tenía oficinas ubicadas en el tercer piso. Desde entonces, la división se mudó al Grand Central Creative Campus en la cercana Glendale, California.
Es claramente reconocible a través de su carrete de película gigante y tira de película en el exterior del edificio. El edificio alberga actualmente los archivos de Walt Disney, el centro de correo del estudio, Marvel Studios, el Disney Music Group, una sala de proyección, varias salas de usos múltiples y una de las tres cámaras multiplano existentes (que se exhibe en el vestíbulo). Anteriormente fue la sede de Walt Disney Television, de varias oficinas de administración y del departamento de recursos humanos.
Los archivos se encuentran en la planta baja y están abiertos a todos los miembros del reparto; También tienen almacenamiento adicional y áreas restringidas en otros pisos. La cafetería Starbucks del estudio también se encuentra en la planta baja.

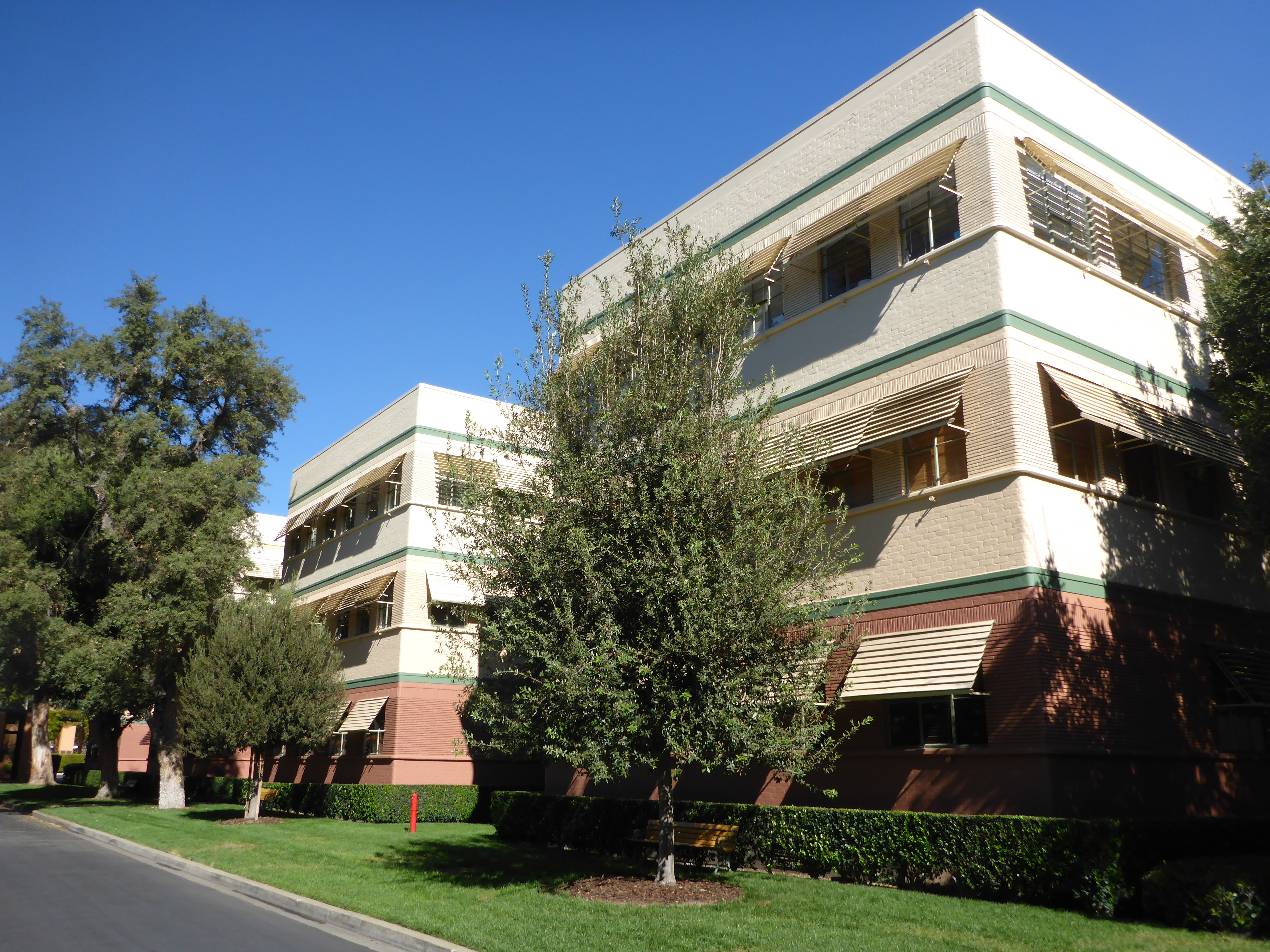
El Edificio de Animación original

### El Edificio de Animación
El antiguo edificio principal de tres pisos para Walt Disney Animation Studios se completó en 1940, basado en un diseño Streamline Moderne del diseñador y arquitecto industrial Kem Weber. Se considera la joya de los edificios de estudio originales. Walt Disney supervisó personalmente el diseño de "doble H" de ocho alas, asegurándose de que la mayor cantidad de habitaciones posible tubieran ventanas, lo que permitió la entrada de luz natural en el edificio para ayudar a los animadores mientras trabajaban. Aquí se dibujaron muchas películas animadas de Disney, como Dumbo (1941), Bambi (1942), Cenicienta (1950), Alicia en el país de las maravillas (1951), Peter Pan (1953), La dama y el vagabundo (1955), La bella durmiente (1959) , 101 dálmatas (1961), El libro de la selva (1967), Los aristogatos (1970), Los rescatadores (1977) y El zorro y el sabueso (1981). La animación de The Black Cauldron (1985) fue la última en completarse en el sitio.
El Edificio de Animación sirvió inicialmente como el núcleo creativo y administrativo de todo el estudio. El hermano de Walt, Roy O. Disney, que dirigía las operaciones financieras de la compañía, compartió un ala con los departamentos contables y legales en el primer piso, que era donde trabajaban los animadores, intermediarios y artistas de limpieza. La planta baja del D-Wing fue el dominio de toda la vida de los Nueve Ancianos de Disney, y a lo largo de los años otros animadores y artistas prominentes como Bill Tytla, Fred Moore, Norm Ferguson, Preston Blair, Eyvind Earle, Tyrus Wong, Mary Blair, Andreas Deja, Floyd Norman, John Lasseter, Glen Keane, John Musker y Ron Clements trabajaron en el edificio. En el segundo piso había suites de oficina para los directores y estudios para los artistas de fondo y diseño. El departamento de historia estaba ubicado en el tercer piso, junto con oficinas y una sala de ensayo para los compositores y arreglistas de Disney.
La Suite 3H, en el tercer piso del ala H del edificio de animación, era la sede de Walt. El espacio de cinco habitaciones incluía sus dos oficinas adyacentes: una oficina de esquina "formal" para firmar contratos y reunirse con visitantes importantes, y una "oficina de trabajo" donde se acurrucó con el personal clave para desarrollar ideas para sus películas, programas de televisión y parques temáticos. Este último tenía una cocina oculta detrás de paneles de madera que se retraían con solo tocar un botón, ya que Walt solía almorzar en su escritorio. También en la suite estaba la oficina de su secretaria, con exhibiciones de sus numerosos premios, y una sala de estar donde Walt se relajaba después de las 5:00 p. m. con una bebida (Scotch Mist era su cóctel preferido) y un masaje de espalda de la enfermera del estudio antes de ir a casa. La suite de Walt se cerró después de su muerte en 1966 y no se reutilizó hasta 1970, después de que sus artículos personales se archivaron cuidadosamente. Con los años, estos artículos se utilizaron en exhibiciones de museos que recreaban sus oficinas, principalmente en los resorts de Disney. En 2015, bajo los auspicios de los Archivos de Walt Disney, la Suite 3H fue restaurada lo más cerca posible de la condición en que Walt la dejó, con muchos de los muebles y objetos originales. El CEO de The Walt Disney Company, Bob Iger, se dedicó la restauración el 7 de diciembre de ese año. En 2016, los empleados del estudio, los invitados especiales y los miembros dorados del club de fanes de Disney D23 lo vieron.
Una característica poco conocida del Animation Building fue su anexo privado en la azotea, The Penthouse Club, un beneficio para los empleados varones que podían pagar sus cuotas de membresía. Tenía un gimnasio dirigido por un instructor atlético a tiempo completo, un bar, una barbería, baños de vapor, mesas de masaje, mesas de billar y póker, y un patio al aire libre que los miembros solían usar para tomar el sol desnudos. La entrada mostraba un mural pintado por el animador Fred Moore que representa a un grupo de mujeres desnudas o semidesnudas, que rodea a un hombre ebrio y soltero con cierto parecido con el propio Moore. A principios de la década de 1960, las actividades del gimnasio habían cesado y se convirtió en un salón informal para veteranos del estudio. El espacio del ático ha estado cerrado durante años y el mural de Fred Moore se ha llevado a un lugar desconocido.
El sótano albergaba el Departamento de cámaras de prueba, que disparó bucles de prueba de dibujos de animación en progreso. Los animadores y directores verían estos bucles en las máquinas Moviola para verificar el trabajo antes de enviarlo a pintar y tintar.
Un túnel de servicios públicos unía al Edificio de Animación con el vecino Edificio de Tinta y Pintura y los departamentos de Cámara y Corte. Fue construido para garantizar que los dibujos de animación originales y las celdas pintadas pudieran transportarse de forma segura de un lugar a otro sin exponerse al mal tiempo u otros elementos externos. El túnel aún se mantiene y una parte del mismo está abierto para recorridos D23.
Un punto de interés popular para los visitantes del estudio es "Pluto's Corner", fuera del ala A del edificio de animación en el extremo suroeste de la manzaestudiona. Allí se pueden ver tres huellas incrustadas en la calle, en la acera debajo de una boca de incendios. Falta una huella de la pata trasera, sugiriendo humorísticamente que Pluto usó el hidrante para marcar su territorio. Muy cerca se encuentra el letrero a menudo fotografiado que indica la ubicación del sitio en la esquina de Mickey Avenue y Dopey Drive, con direcciones a varios departamentos de estudio tal como existían en la era de Walt. (Hoy solo los nombres de las calles siguen siendo los mismos). Según el antiguo archivero de Disney, Dave Smith, el letrero de la calle, el único de su tipo en el estudio de Disney, se instaló como accesorio temporal para el segmento "Studio Tour" de la película de Disney El Dragón Chiflado (1941) y nunca se eliminó.
En 1985, durante la producción de The Great Mouse Detective (lanzado en 1986), el Departamento de Animación de Disney fue trasladado del estudio de Burbank a un grupo de antiguos hangares, almacenes y remolques ubicados a unos 3.2 km al este en Glendale, en el antiguo emplazamiento del aeropuerto Grand Central. Antes de la apertura del edificio Team Disney Burbank en 1990, los ejecutivos de Disney usaban el Edificio de Animación como oficinas corporativas. En 1995, la producción de animación regresó a Burbank al otro lado de la calle de los estudios principales con la inauguración del Walt Disney Feature Animation Building. Hoy, el Edificio de Animación original se usa principalmente para albergar oficinas de varios productores de cine y televisión que tienen acuerdos de distribución con Disney. Su exterior era una ubicación principal para la película de 2013 Saving Mr. Banks, aunque los interiores (incluidas las oficinas de Walt) se recrearon en un estudio exterior.

### Torre de Agua

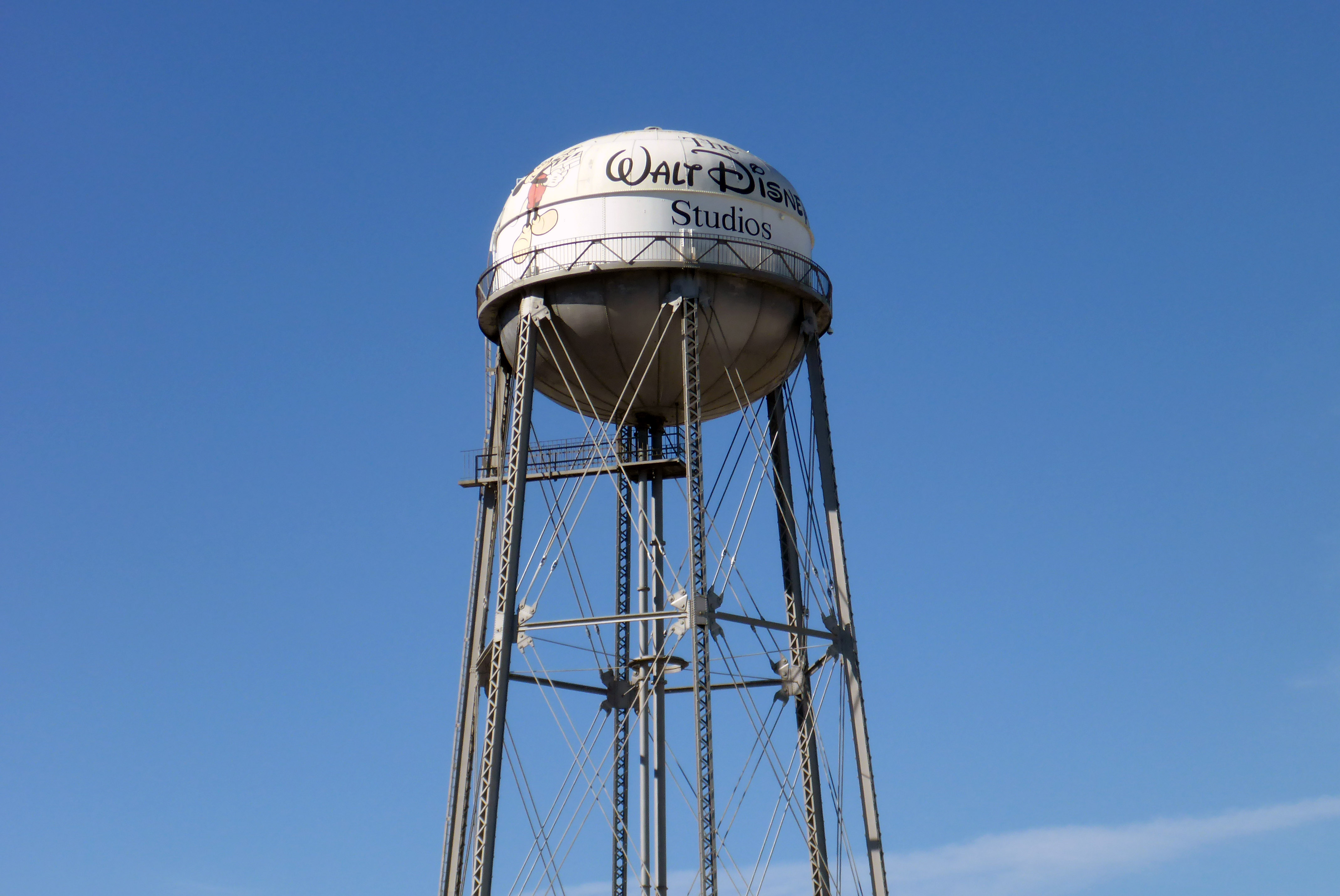
Torre de Agua de los Walt Disney Studios

Terminada en 1939 a un costo de 300,000 dólares, la Torre de Agua fue una de las primeras estructuras en emerger en el nuevo estudio de Disney. Mide 41.3 metros de altura y originalmente contenía 150,000 galones de agua. Torres como estas proporcionaron un suministro de agua de emergencia en caso de incendio y fueron una característica estándar de los principales estudios de Hollywood de la época, ejemplos de los cuales todavía se pueden ver en los estudios de Warner Bros., Paramount y Sony Pictures Studios (anteriormente MGM). Roy Disney, sin embargo, insistió en que la torre de agua de Disney Studio se construyera con seis patas en lugar de las cuatro habituales, alegando que era más agradable estéticamente.
La torre ya no se usa para almacenar agua y se erige como un símbolo de identificación del estudio de Disney de Burbank. En 1984, la parte superior del tanque de retención estaba pintada de blanco y, por primera vez, estampada con la imagen de Mickey Mouse, la mascota oficial de The Walt Disney Company. Fue el modelo de la Torre Earffel que se encontraba en el parque temático Disney's Hollywood Studios cerca de Orlando, Florida, de 1989 a 2016, y la réplica en el Walt Disney Studios Park en Disneyland París (2002 hasta el presente), aunque el original nunca ha sido decorado con orejas de Mickey Mouse en la parte superior.

### El Edificio Roy O. Disney
El edificio Roy O. Disney está ubicado al lado del Edificio de animación y tenía la oficina de Roy O. Disney a quien está dedicado el edificio. El edificio solía ser el edificio principal de administración en el estudio antes de la apertura del Team Disney el edificio Michael D. Eisner. Hoy alberga el departamento legal de Disney.

### La Etapa Annette Funicello, Plató 1
El plato 1 se completó entre 1939 y 1940 y es el soundstage original de Disney en el estudio de Burbank. El estudio de sonido fue diseñado para reemplazar un escenario más pequeño en el antiguo Hyperion Avenue Studio. Aunque Walt Disney Studios hizo principalmente películas animadas, el soundstage fue construido para filmar los segmentos de Leopold Stokowski en la película de 1940 Fantasía. Durante la Segunda Guerra Mundial, el escenario se utilizó para reparar vehículos del ejército. El soundstage se dedicó anteriormente a Fantasía, por ser la primera película que se filmó en el edificio. El escenario es el más pequeño en el estudio con de 10.000 m². Cuenta con un tanque submarino de más de 222 m² y todavía está en uso activo. El 24 de junio de 2013, se dedicó a Mousketeer Annette Funicello, ya que era el escenario de rodaje original de The Mickey Mouse Club.

### La etapa de Julie Andrews, Plató 2
Construido a partir de 1947 y abierto en abril de 1949, lPlató 2 es el segundo estudio más antiguo en los Walt Disney Studios, y a 9,400 m, uno de los más grandes de Los Ángeles. Fue construido y financiado entre un acuerdo conjunto entre Walt Disney y el director Jack Webb, quien utilizó el escenario para la filmación de la serie de televisión Dragnet. En octubre de 1955, el plató comenzó la producción de la primera serie de The Mickey Mouse Club. De 1954 a 1955 y antes de la apertura de las instalaciones en Glendale California, WED Enterprises (ahora Walt Disney Imagineering) ocupó el estudio de sonido 2 para construir múltiples atracciones para Disneyland, incluido el Mark Twain Riverboat. Desde entonces, el plató 2 se ha utilizado para filmar múltiples atracciones para Walt Disney Parks and Resorts.
Durante el rodaje de Armageddon, los realizadores descubrieron que el soundstage de 12.1 metros de altura no era lo suficientemente alto como para contener uno de los "asteroides" que se ven en la película. Se retiró el piso y se excavaron 6.9 metros adicionales para acomodar el conjunto de 360 grados para la escena. En 2001, el Soundstage 2 se dedicó a la actriz inglesa Julie Andrews, porque partes de Mary Poppins y partes de la filmación actual de The Princess Diaries tuvieron lugar dentro de este particular escenario sonoro.

### Plató 3
El plató 3 se completó en 1953 y se diseñó especialmente para la película 20,000 lenguas de viaje submarino. El escenario mide 1765 m² y contiene un tanque de agua operativo de 334.4 m² que se divide en dos partes para filmar bajo el agua y para efectos especiales.
El área del tanque también se usó en gran medida a partir de la década de 1960 cuando Disney fue pionero en el uso del proceso de detección de sodio. En la década de 1970, la plató 3 estaba equipada con el primer sistema de control de movimiento computarizado. El ACES (Sistema de efectos de cámara animada) fue diseñado por ingenieros de Disney y abrió nuevos caminos con la tecnología que se ha convertido en una de las bases de la fotografía actual de efectos especiales.